# Вилла Арнальди
Вилла Арнальди (итал. Villa Arnaldi) — вилла (загородный дом) в селении Меледо, в 20 км от коммуны Сарего в области Венето, северо-восточная Италия. Построена в 1547 году по проекту выдающегося архитектора эпохи итальянского Возрождения Андреа Палладио. Однако здание осталось незавершённым.
Скромная, незавершённая вилла Арнальди может показаться необычным примером в списке вилл Палладио. Однако она представляет собой важное свидетельство творческого процесса архитектора, обычно видимого только по конечным результатам, — трансформации ранее существовавшего здания в новый архитектурный стиль. В 1547 году Винченцо Арнальди, один из самых богатых и влиятельных граждан Виченцы, поручил архитектору Андреа Палладио реструктурировать приобретённый им сельскохозяйственный комплекс XV века. Однако, когда Арнальди после долгих тяжб достиг в 1565 году судебного соглашения о перестройке старого здания, он прекратил реконструкцию и просто сдал его в аренду.
Серия подписанных чертежей Палладио позволяет нам проследить идеи архитектора. Он предложил преобразовать здания в целостную композицию, чтобы обозначить двор фермы и создать симметрию пространственной планировки дома. Сам дом он организовал вокруг лоджии с тремя арками и небольшими прямоугольными проёмами по сторонам (все еще сохранившимися, хотя и заблокированными), а окна обрамил своей обычной лепниной.

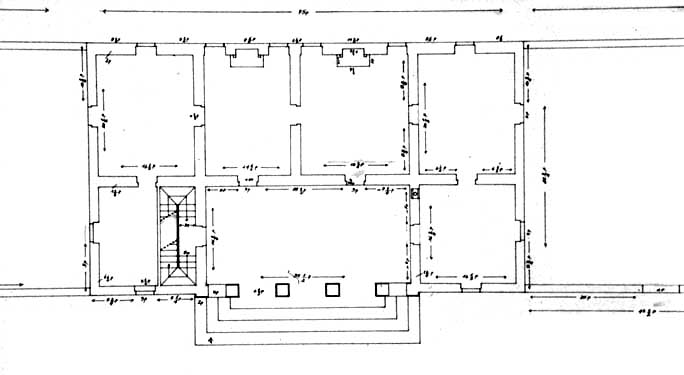
План виллы. Реконструкция 1998 г.
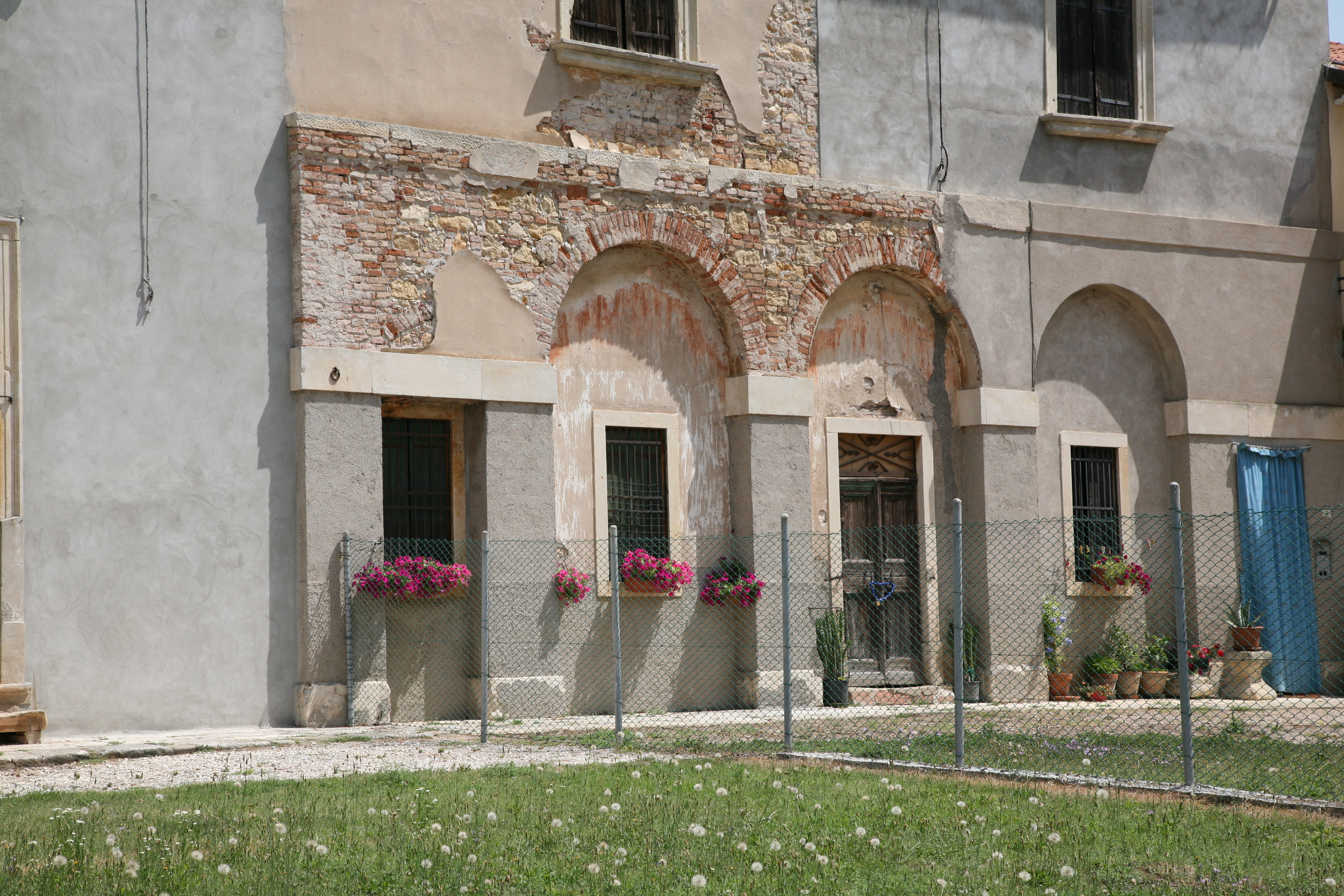
Сохранившаяся часть аркады